# Необыкновенные приключения доктора
«Необыкновенные приключения доктора» — один из первых опубликованных М. А. Булгаковым рассказов, повествующий в форме случайно попавших в руки издателю разрозненных записок некоего врача о его злоключениях во время Гражданской войны на Северном Кавказе. Рассказ впервые опубликован в 1922 году во втором выпуске журнала «Рупор».
В «Необыкновенных приключениях доктора» заметны многие черты будущих произведений Булгакова: «Записок юного врача», «Белой гвардии», «Собачьего сердца» и т. п. Герой рассказа — молодой доктор, призванный в качестве военврача в Белую армию. Это типично домашний человек, теряющийся в перипетиях войны, события которой были бы ему глубоко безразличны, если бы они не вторглись грубым образом в его жизнь.